# 東北車站百選

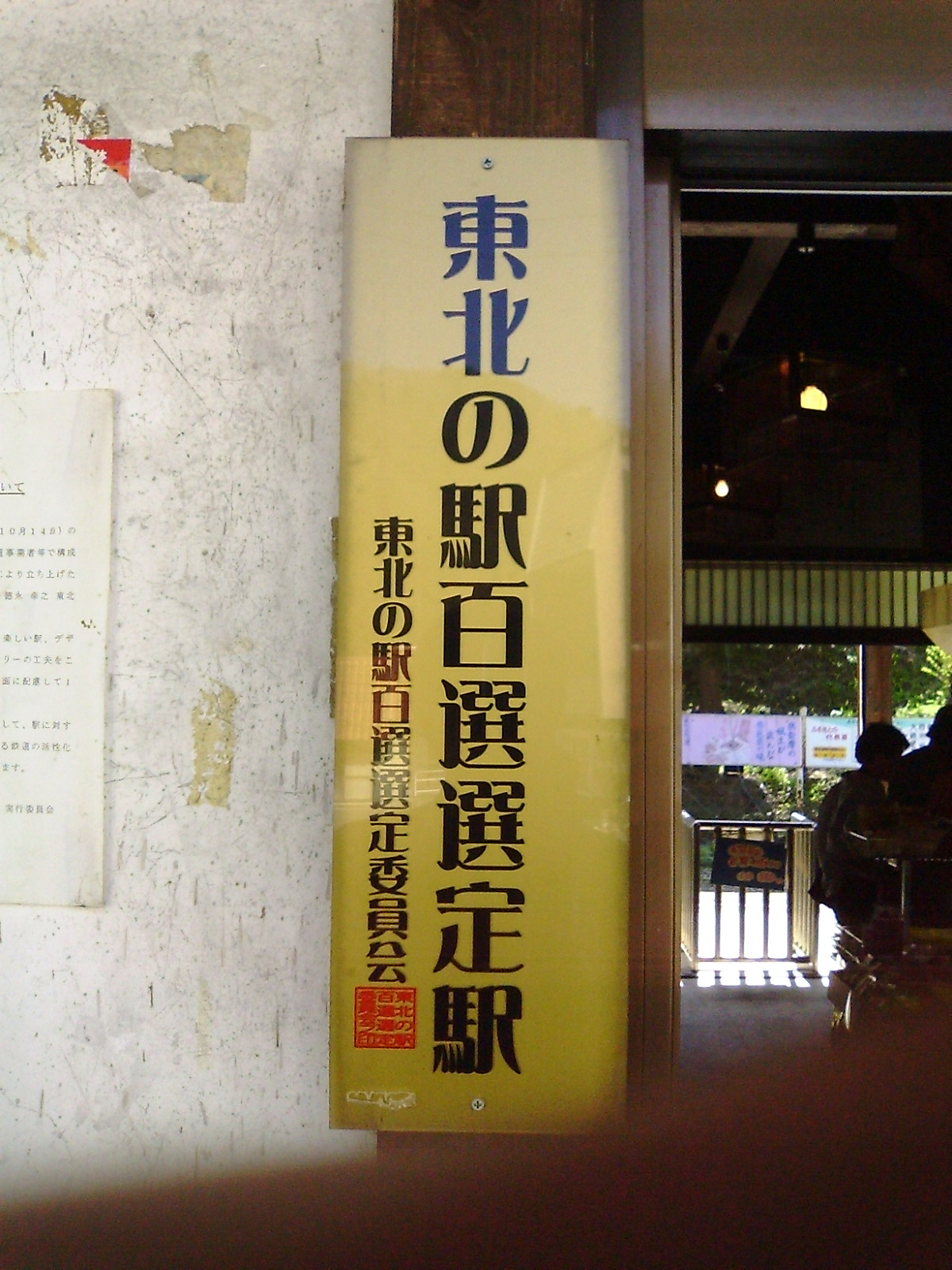
一塊寫有“東北車站百選選定車站”的指示牌

東北車站百選（日语：／ Tōhoku no eki Hyakusen）是日本國土交通省東北運輸局於2002年（平成14年）10月14日（即鐵道之日）上舉行的一項紀念活動，活動上以“富有歷史氣息”“趣味十足”“設計和景觀富有個性”等為標準，選出100座能代表東北地方特色的鐵路車站。這100座車站由東北運輸局管轄範圍内（包括青森縣、岩手縣、秋田縣、宮城縣、山形縣、福島縣）的各家鐵路公司提交自行推薦名單之後，交由選考委員會選定。選定過程與其他地方的「車站百選」活動有所不同，除了不以公開募集方式收集車站名單之外，100個車站亦未分次選出，而是一次性決定並發表。
入選的100座車站中，有6座車站停運廢站，其中津轻今别車站因同址的新幹線奧津轻今別車站開業而停運，大船渡因所屬線路相關區間成為BRT路段而不再提供鐵路運輸服務而改為BRT車站，其他4座車站（十和田市、細倉礦山公園前、若柳、岩泉）因所屬鐵路線停運廢線而相應廢站。其他94座車站保持正常運營，其中有2座車站（長井、女川）站房曾拆除重建，1座車站（阿仁前田）曾更改站名。另有多座車站受東日本大震災影響一度長期停業，例如常磐線的亘理、相馬、夜之森，以及三陸鐵道的陸中野田、田野畑、島越、綾里等，後陸續恢復營業。
入選的100座車站分屬15家鐵路公司，屬於東日本旅客鐵道的車站最多，有70座；福島交通、津輕鐵道、十和田觀光電鐵、北海道旅客鐵道、青函隧道紀念館、由利高原鐵道所屬鐵路車站均為最少且均只有1座。按都道府縣分類，則位於福島縣的車站最多，達到24座；位於山形縣的車站最少，僅有13座。

## 入選車站
下表列出東北車站百選入選的100個車站，包括車站名稱、所屬鐵路公司、所屬鐵路線、所在地（含都道府縣和市町村）、開業日期等信息，車站日語名稱包含假名的，則在中文名稱下方標註，表中信息來源基於星野真太郎所著《全國站名事典》（全国駅名事典），如有額外的來源或補充說明則列於“備註與資料”一列中。
| 車站名稱                | 鐵路公司                       | 鐵路線                                      | 所在地   | 所在地     | 開業日期                     | 圖片 | 備註與資料              |
| 車站名稱                | 鐵路公司                       | 鐵路線                                      | 都道府縣 | 市町村     | 開業日期                     | 圖片 | 備註與資料              |
| ----------------------- | ------------------------------ | ------------------------------------------- | -------- | ---------- | ---------------------------- | ---- | ----------------------- |
| 角館                    | 東日本旅客鐵道                 | 秋田新幹線 ■ 田澤湖線                       | 秋田縣   | 仙北市     | 1921年 （大正10年） 7月30日  |      | [ 5 ]                   |
| 田澤湖                  | 東日本旅客鐵道                 | 秋田新幹線 ■ 田澤湖線                       | 秋田縣   | 仙北市     | 1923年 （大正12年） 8月31日  |      | [ 6 ]                   |
| 雫石                    | 東日本旅客鐵道                 | 秋田新幹線 ■ 田澤湖線                       | 秋田縣   | 雫石町     | 1921年 （大正10年） 6月25日  |      | [ 7 ]                   |
| 安心湯田 （ほっとゆだ）           | 東日本旅客鐵道                 | ■ 北上線                                    | 岩手縣   | 西和賀町   | 1922年 （大正11年） 12月16日 |      | [ 8 ]                   |
| 長井                    | 山形鐵道                       | ■ 花長井線                                  | 山形縣   | 長井市     | 1914年 （大正3年） 11月15日  |      | [ 註 1 ]                |
| 荒砥                    | 山形鐵道                       | ■ 花長井線                                  | 山形縣   | 白鷹町     | 1923年 （大正12年） 4月22日  |      |                         |
| 五所川原                | 東日本旅客鐵道                 | ■ 五能線                                    | 青森縣   | 五所川原市 | 1918年 （大正7年） 9月25日   |      | [ 11 ]                  |
| 木造                    | 東日本旅客鐵道                 | ■ 五能線                                    | 青森縣   | 津輕市     | 1924年 （大正13年） 10月21日 |      | [ 12 ]                  |
| 八森                    | 東日本旅客鐵道                 | ■ 五能線                                    | 秋田縣   | 八峰町     | 1926年 （大正15年） 4月26日  |      | [ 13 ]                  |
| 磐梯熱海                | 東日本旅客鐵道                 | ■ 磐越西線                                  | 福島縣   | 郡山市     | 1898年 （明治31年） 7月26日  |      | [ 14 ]                  |
| 猪苗代                  | 東日本旅客鐵道                 | ■ 磐越西線                                  | 福島縣   | 猪苗代町   | 1899年 （明治32年） 7月15日  |      | [ 15 ]                  |
| 会津若松                | 東日本旅客鐵道                 | ■ 磐越西線 ■ 只見線                         | 福島縣   | 会津若松市 | 1899年 （明治32年） 7月15日  |      | [ 16 ]                  |
| 喜多方                  | 東日本旅客鐵道                 | ■ 磐越西線                                  | 福島縣   | 喜多方市   | 1904年 （明治37年） 1月20日  |      | [ 17 ]                  |
| 青森                    | 東日本旅客鐵道                 | ■ 奥羽本線 ■ 津輕線 ■ 東北本線              | 青森縣   | 青森市     | 1891年 （明治24年） 9月1日   |      | [ 註 2 ] [ 19 ]         |
| 浅虫温泉                | 東日本旅客鐵道                 | ■ 東北本線                                  | 青森縣   | 青森市     | 1891年 （明治24年） 9月1日   |      | [ 註 3 ] [ 20 ]         |
| 盛岡                    | 東日本旅客鐵道                 | 秋田新幹線 ■ 東北本線 ■ 山田線              | 岩手縣   | 盛岡市     | 1890年 （明治23年） 11月1日  |      | [ 註 4 ] [ 22 ]         |
| 花卷                    | 東日本旅客鐵道                 | ■ 東北本線 ■ 釜石線                         | 岩手縣   | 花卷市     | 1890年 （明治23年） 11月1日  |      | [ 23 ]                  |
| 平泉                    | 東日本旅客鐵道                 | ■ 東北本線                                  | 岩手縣   | 平泉町     | 1898年 （明治31年） 5月28日  |      | [ 24 ]                  |
| 仙台                    | 東日本旅客鐵道                 | 秋田新幹線 ■ 東北本線 ■ 仙石線 ■ 仙山線     | 宮城縣   | 仙台市     | 1887年 （明治20年） 12月15日 |      | [ 25 ]                  |
| 船岡                    | 東日本旅客鐵道                 | ■ 東北本線                                  | 宮城縣   | 柴田町     | 1929年 （昭和4年） 2月25日   |      | [ 26 ]                  |
| 白石                    | 東日本旅客鐵道                 | ■ 東北本線                                  | 宮城縣   | 白石市     | 1887年 （明治20年） 12月15日 |      | [ 27 ]                  |
| 伊達                    | 東日本旅客鐵道                 | ■ 東北本線                                  | 福島縣   | 伊達市     | 1895年 （明治28年） 4月1日   |      | [ 28 ]                  |
| 福島                    | 東日本旅客鐵道                 | 秋田新幹線 ■ 東北本線 ■ 奥羽本線 山形新幹線 | 福島縣   | 福島市     | 1887年 （明治20年） 12月15日 |      | [ 29 ]                  |
| 二本松                  | 東日本旅客鐵道                 | ■ 東北本線                                  | 福島縣   | 二本松市   | 1887年 （明治20年） 12月15日 |      | [ 30 ]                  |
| 郡山                    | 東日本旅客鐵道                 | 秋田新幹線 ■ 東北本線 ■ 磐越西線 ■ 磐越東線 | 福島縣   | 郡山市     | 1887年 （明治20年） 7月16日  |      | [ 31 ]                  |
| 須賀川                  | 東日本旅客鐵道                 | ■ 東北本線                                  | 福島縣   | 須賀川市   | 1887年 （明治20年） 7月16日  |      | [ 32 ]                  |
| 白河                    | 東日本旅客鐵道                 | ■ 東北本線                                  | 福島縣   | 白河市     | 1887年 （明治20年） 7月16日  |      | [ 33 ]                  |
| 弘前                    | 東日本旅客鐵道                 | ■ 奥羽本線                                  | 青森縣   | 弘前市     | 1894年 （明治27年） 12月1日  |      | [ 34 ]                  |
| 大館                    | 東日本旅客鐵道                 | ■ 奥羽本線                                  | 秋田縣   | 大館市     | 1899年 （明治32年） 11月15日 |      | [ 35 ]                  |
| 秋田                    | 東日本旅客鐵道                 | ■ 奥羽本線 秋田新幹線                       | 秋田縣   | 秋田市     | 1902年 （明治35年） 10月21日 |      | [ 36 ]                  |
| 大曲                    | 東日本旅客鐵道                 | ■ 奥羽本線 ■ 田澤湖線 秋田新幹線            | 秋田縣   | 大仙市     | 1904年 （明治37年） 12月21日 |      | [ 37 ]                  |
| 院内                    | 東日本旅客鐵道                 | ■ 奥羽本線                                  | 秋田縣   | 湯澤市     | 1904年 （明治37年） 10月21日 |      | [ 38 ]                  |
| 新庄                    | 東日本旅客鐵道                 | ■ 奥羽本線 山形新幹線 ■ 陸羽西線 ■ 陸羽東線 | 山形縣   | 新庄市     | 1903年 （明治36年） 6月11日  |      | [ 39 ]                  |
| 天童                    | 東日本旅客鐵道                 | ■ 奥羽本線 山形新幹線                       | 山形縣   | 天童市     | 1901年 （明治34年） 8月23日  |      | [ 40 ]                  |
| 山形                    | 東日本旅客鐵道                 | ■ 奥羽本線 山形新幹線                       | 山形縣   | 山形市     | 1901年 （明治34年） 4月11日  |      | [ 41 ]                  |
| 上山溫泉 （かみのやま温泉）           | 東日本旅客鐵道                 | ■ 奥羽本線 山形新幹線                       | 山形縣   | 上山市     | 1901年 （明治34年） 2月15日  |      | [ 42 ]                  |
| 米澤                    | 東日本旅客鐵道                 | ■ 奥羽本線 山形新幹線 ■ 米坂線              | 山形縣   | 米澤市     | 1899年 （明治32年） 5月15日  |      | [ 43 ]                  |
| 泉中央                  | 仙台市交通局 （ 仙台市地下鐵） | ■ 南北線                                    | 宮城縣   | 仙台市     | 1992年 （平成4年） 7月15日   |      | [ 44 ] [ 45 ]           |
| 旭丘 （旭ヶ丘）               | 仙台市交通局 （ 仙台市地下鐵） | ■ 南北線                                    | 宮城縣   | 仙台市     | 1987年 （昭和62年） 7月15日  |      | [ 44 ] [ 45 ]           |
| 廣瀨通                  | 仙台市交通局 （ 仙台市地下鐵） | ■ 南北線                                    | 宮城縣   | 仙台市     | 1987年 （昭和62年） 7月15日  |      | [ 44 ] [ 45 ]           |
| 陸中野田                | 三陸鐵道                       | ■ 北谷灣線                                  | 岩手縣   | 野田村     | 1975年 （昭和50年） 7月20日  |      | [ 註 5 ]                |
| 田野畑                  | 三陸鐵道                       | ■ 北谷灣線                                  | 岩手縣   | 田野畑村   | 1984年 （昭和59年） 4月1日   |      | [ 註 5 ]                |
| 島越                    | 三陸鐵道                       | ■ 北谷灣線                                  | 岩手縣   | 田野畑村   | 1984年 （昭和59年） 4月1日   |      | [ 註 5 ]                |
| 綾里                    | 三陸鐵道                       | ■ 南谷灣線                                  | 岩手縣   | 大船渡市   | 1970年 （昭和45年） 3月1日   |      | [ 註 6 ]                |
| 男鹿                    | 東日本旅客鐵道                 | ■ 男鹿線                                    | 秋田縣   | 男鹿市     | 1916年 （大正5年） 12月16日  |      | [ 47 ]                  |
| 大船渡                  | 東日本旅客鐵道                 | ■ 大船渡線                                  | 岩手縣   | 大船渡市   | 1934年 （昭和9年） 9月3日    |      | [ 註 7 ] [ 50 ]         |
| 三厩                    | 東日本旅客鐵道                 | ■ 津輕線                                    | 青森縣   | 外濱町     | 1958年 （昭和33年） 10月21日 |      | [ 51 ]                  |
| 氣仙沼                  | 東日本旅客鐵道                 | ■ 大船渡線 ■ 氣仙沼線                       | 宮城縣   | 氣仙沼市   | 1929年 （昭和4年） 7月31日   |      | [ 註 8 ] [ 52 ]         |
| 大湊                    | 東日本旅客鐵道                 | ■ 大湊線                                    | 青森縣   | 陸奧市     | 1921年 （大正10年） 9月25日  |      | [ 53 ]                  |
| 久慈                    | 東日本旅客鐵道 三陸鐵道        | ■ 八戶線 ■ 谷灣線                           | 岩手縣   | 久慈市     | 1930年 （昭和5年） 3月27日   |      | [ 54 ] [ 55 ]           |
| 阿仁前田                | 秋田內陸縱貫鐵道               | ■ 秋田內陸線                                | 秋田縣   | 北秋田市   | 1935年 （昭和10年） 11月15日 |      | [ 註 9 ] [ 57 ]         |
| 阿仁合                  | 秋田內陸縱貫鐵道               | ■ 秋田內陸線                                | 秋田縣   | 北秋田市   | 1936年 （昭和11年） 9月25日  |      |                         |
| 阿仁又鬼 （阿仁マタギ）           | 秋田內陸縱貫鐵道               | ■ 秋田內陸線                                | 秋田縣   | 北秋田市   | 1989年 （平成元年） 4月1日   |      |                         |
| 鹿角花輪                | 東日本旅客鐵道                 | ■ 花輪線                                    | 秋田縣   | 鹿角市     | 1923年 （大正12年） 11月10日 |      | [ 58 ]                  |
| 遠野                    | 東日本旅客鐵道                 | ■ 釜石線                                    | 岩手縣   | 遠野市     | 1914年 （大正3年） 4月18日   |      | [ 59 ]                  |
| 小國                    | 東日本旅客鐵道                 | ■ 米坂線                                    | 山形縣   | 小國町     | 1935年 （昭和10年） 10月30日 |      | [ 60 ]                  |
| 湯野上温泉              | 會津鐵道                       | ■ 會津線                                    | 福島縣   | 下鄉町     | 1932年 （昭和7年） 12月22日  |      |                         |
| 塔之岪 （塔のへつり）             | 會津鐵道                       | ■ 會津線                                    | 福島縣   | 下鄉町     | 1988年 （昭和63年） 4月27日  |      | [ 61 ]                  |
| 会津田島                | 會津鐵道                       | ■ 會津線                                    | 福島縣   | 南會津町   | 1934年 （昭和9年） 12月27日  |      |                         |
| 有備館                  | 東日本旅客鐵道                 | ■ 陸羽東線                                  | 宮城縣   | 大崎市     | 1996年 （平成8年） 3月16日   |      | [ 62 ]                  |
| 鳴子温泉                | 東日本旅客鐵道                 | ■ 陸羽東線                                  | 宮城縣   | 大崎市     | 1915年 （大正4年） 4月18日   |      | [ 63 ]                  |
| 飯坂温泉                | 福島交通                       | ■ 飯坂線                                    | 福島縣   | 福島市     | 1927年 （昭和2年） 3月23日   |      | [ 64 ] [ 65 ]           |
| 石卷                    | 東日本旅客鐵道                 | ■ 石卷線 ■ 仙石線                           | 宮城縣   | 石卷市     | 1919年 （大正7年） 10月28日  |      | [ 66 ]                  |
| 松島海岸                | 東日本旅客鐵道                 | ■ 仙石線                                    | 宮城縣   | 松島町     | 1927年 （昭和2年） 4月18日   |      | [ 67 ]                  |
| 本鹽釜                  | 東日本旅客鐵道                 | ■ 仙石線                                    | 宮城縣   | 鹽竈市     | 1926年 （大正15年） 4月14日  |      | [ 68 ]                  |
| 宮古                    | 東日本旅客鐵道 三陸鐵道        | ■ 山田線 ■ 北谷灣線                         | 岩手縣   | 宮古市     | 1934年 （昭和9年） 11月6日   |      | [ 註 5 ] [ 69 ] [ 70 ]  |
| 釜石站                  | 東日本旅客鐵道 三陸鐵道        | ■ 釜石線 ■ 山田線 ■ 南谷灣線                | 岩手縣   | 釜石市     | 1939年 （昭和14年） 9月17日  |      | [ 註 10 ] [ 54 ] [ 55 ] |
| 寒河江                  | 東日本旅客鐵道                 | ■ 左澤線                                    | 山形縣   | 寒河江市   | 1921年 （大正10年） 12月11日 |      | [ 71 ]                  |
| 女川                    | 東日本旅客鐵道                 | ■ 石卷線                                    | 宮城縣   | 女川町     | 1939年 （昭和14年） 10月7日  |      | [ 註 11 ] [ 75 ]        |
| 角田                    | 阿武隈急行                     | ■ 阿武隈急行線                              | 宮城縣   | 角田市     | 1968年 （昭和43年） 4月1日   |      |                         |
| 阿武隈 （あぶくま）             | 阿武隈急行                     | ■ 阿武隈急行線                              | 宮城縣   | 丸森町     | 1988年 （昭和63年） 7月1日   |      |                         |
| 保原                    | 阿武隈急行                     | ■ 阿武隈急行線                              | 福島縣   | 伊達市     | 1988年 （昭和63年） 7月1日   |      |                         |
| 梁川希望之森公園前 （） | 阿武隈急行                     | ■ 阿武隈急行線                              | 福島縣   | 伊達市     | 1988年 （昭和63年） 7月1日   |      |                         |
| 会津坂下                | 東日本旅客鐵道                 | ■ 只見線                                    | 福島縣   | 会津坂下町 | 1926年 （大正15年） 10月15日 |      | [ 76 ]                  |
| 会津柳津                | 東日本旅客鐵道                 | ■ 只見線                                    | 福島縣   | 柳津町     | 1928年 （昭和3年） 11月20日  |      | [ 77 ]                  |
| 会津川口                | 東日本旅客鐵道                 | ■ 只見線                                    | 福島縣   | 金山町     | 1956年 （昭和31年） 9月20日  |      | [ 78 ]                  |
| 古口                    | 東日本旅客鐵道                 | ■ 陸羽西線                                  | 山形縣   | 戶澤村     | 1913年 （大正2年） 12月7日   |      | [ 79 ]                  |
| 矢祭山                  | 東日本旅客鐵道                 | ■ 水郡線                                    | 福島縣   | 矢祭町     | 1937年 （昭和12年） 3月27日  |      | [ 80 ]                  |
| 亘理                    | 東日本旅客鐵道                 | ■ 常磐線                                    | 宮城縣   | 亘理町     | 1897年 （明治30年） 11月10日 |      | [ 81 ]                  |
| 相馬                    | 東日本旅客鐵道                 | ■ 常磐線                                    | 福島縣   | 相馬市     | 1897年 （明治30年） 11月10日 |      | [ 82 ]                  |
| 夜之森 （夜ノ森）             | 東日本旅客鐵道                 | ■ 常磐線                                    | 福島縣   | 富岡町     | 1921年 （大正10年） 3月15日  |      | [ 83 ]                  |
| 勿来                    | 東日本旅客鐵道                 | ■ 常磐線                                    | 福島縣   | 磐城市     | 1897年 （明治30年） 2月25日  |      | [ 84 ]                  |
| 羽後本莊                | 東日本旅客鐵道                 | ■ 羽越本線                                  | 秋田縣   | 由利本莊市 | 1922年 （大正11年） 6月30日  |      | [ 85 ]                  |
| 象潟                    | 東日本旅客鐵道                 | ■ 羽越本線                                  | 秋田縣   | 仁賀保市   | 1921年 （大正10年） 11月15日 |      | [ 86 ]                  |
| 酒田                    | 東日本旅客鐵道                 | ■ 羽越本線                                  | 山形縣   | 酒田市     | 1914年 （大正3年） 12月24日  |      | [ 87 ]                  |
| 鶴岡                    | 東日本旅客鐵道                 | ■ 羽越本線                                  | 山形縣   | 鶴岡市     | 1919年 （大正8年） 7月6日    |      | [ 88 ]                  |
| 蘆野公園                | 津輕鐵道                       | ■ 津輕鐵道線                                | 青森縣   | 五所川原市 | 1930年 （昭和5年） 10月4日   |      | [ 89 ] [ 90 ]           |
| 愛子                    | 東日本旅客鐵道                 | ■ 仙山線                                    | 宮城縣   | 仙台市     | 1929年 （昭和4年） 9月29日   |      | [ 91 ]                  |
| 山寺                    | 東日本旅客鐵道                 | ■ 仙山線                                    | 山形縣   | 山形市     | 1933年 （昭和8年） 10月17日  |      | [ 92 ]                  |
| 三春                    | 東日本旅客鐵道                 | ■ 磐越東線                                  | 福島縣   | 三春町     | 1914年 （大正3年） 7月21日   |      | [ 93 ]                  |
| 十和田市                | 十和田觀光電鐵                 | ■ 十和田觀光電鐵線                          | 青森縣   | 十和田市   | 1922年 （大正11年） 9月5日   |      | [ 註 12 ] [ 95 ]        |
| 中央弘前                | 弘南鐵道                       | 大鰐線                                      | 青森縣   | 弘前市     | 1952年 （昭和27年） 1月26日  |      | [ 96 ] [ 97 ]           |
| 平賀                    | 弘南鐵道                       | 弘南線                                      | 青森縣   | 平川市     | 1927年 （昭和2年） 9月7日    |      | [ 96 ] [ 98 ]           |
| 津輕尾上                | 弘南鐵道                       | 弘南線                                      | 青森縣   | 平川市     | 1927年 （昭和2年） 7月1日    |      | [ 96 ] [ 99 ]           |
| 津輕今別                | 北海道旅客鐵道                 | ■ 海峽線                                    | 青森縣   | 今別町     | 1988年 （昭和63年） 3月13日  |      | [ 註 13 ] [ 101 ]       |
| 青函隧道紀念館 （青函トンネル記念館）     | 青函隧道紀念館                 | ■ 青函隧道龍飛斜坑線                        | 青森縣   | 外濱町     | 1988年 （昭和63年） 7月9日   |      |                         |
| 細倉礦山公園前 （）     | 栗原田園鐵道                   | ■ 栗原田園鐵道線                            | 宮城縣   | 栗原市     | 1942年 （昭和17年） 12月1日  |      | [ 註 14 ] [ 103 ]       |
| 若柳                    | 栗原田園鐵道                   | ■ 栗原田園鐵道線                            | 宮城縣   | 栗原市     | 1921年 （大正10年） 12月20日 |      | [ 註 14 ] [ 104 ]       |
| 岩泉                    | 東日本旅客鐵道                 | ■ 岩泉線                                    | 岩手縣   | 岩泉町     | 1972年 （昭和47年） 2月6日   |      | [ 註 15 ] [ 106 ]       |
| 矢島                    | 由利高原鐵道                   | ■ 鳥海山麓線                                | 秋田縣   | 由利本莊市 | 1938年 （昭和13年） 10月21日 |      | [ 107 ] [ 108 ]         |

## 車站類型與數量匯總

### 按鐵路公司匯總
| 鐵路公司         | 車站數量 |
| ---------------- | -------- |
| 東日本旅客鐵道   | 70       |
| 山形鐵道         | 2        |
| 仙台市交通局     | 3        |
| 三陸鐵道         | 8        |
| 秋田內陸縱貫鐵道 | 3        |
| 會津鐵道         | 3        |
| 福島交通         | 1        |
| 阿武隈急行       | 4        |
| 津輕鐵道         | 1        |
| 十和田觀光電鐵   | 1        |
| 弘南鐵道         | 3        |
| 北海道旅客鐵道   | 1        |
| 青函隧道紀念館   | 1        |
| 栗原田園鐵道     | 2        |
| 由利高原鐵道     | 1        |
| 合計             | 100      |

### 按都道府縣匯總
| 都道府縣 | 車站數量 |
| -------- | -------- |
| 青森縣   | 14       |
| 岩手縣   | 14       |
| 秋田縣   | 16       |
| 宮城縣   | 19       |
| 山形縣   | 13       |
| 福島縣   | 24       |
| 合計     | 100      |